# Morti nel 2023/Febbraio
| Questa pagina contiene informazioni ricavate automaticamente dalle voci biografiche con l'ausilio del template Bio e di un bot. L'aggiornamento è periodico e automatico e ricostruisce completamente la pagina. Se manca una persona in questa lista, sei pregato di non aggiungerla, ma accertati piuttosto che la sua voce biografica contenga il template Bio e che i dati anagrafici siano correttamente compilati. Se il template Bio manca, inseriscilo tu stesso o, in alternativa, metti l'avviso {{tmp\|Bio}} che ne segnala la mancanza. Se i dati riportati sono sbagliati, correggi direttamente la voce biografica; le modifiche saranno visibili in questa lista entro pochi giorni. Per chiarimenti vedi il progetto biografie. La lista contiene solo le 193 persone che sono citate nell'enciclopedia e per le quali è stato implementato correttamente il template Bio. Pagina aggiornata al 10 ago 2025. |

- 1º febbraio - Renato Benaglia, calciatore e allenatore di calcio italiano (n. 1938)
- 1º febbraio - Giovanni Carbonara, architetto italiano (n. 1942)
- 1º febbraio - Oswald Eggenberger, pastore protestante svizzero (n. 1923)
- 1º febbraio - George P. Wilbur, attore e stuntman statunitense (n. 1941)
- 2 febbraio - Don Bielke, cestista e allenatore di pallacanestro statunitense (n. 1932)
- 2 febbraio - Enzo Carra, giornalista e politico italiano (n. 1943)
- 2 febbraio - Monica Comegna, attrice italiana (n. 1980)
- 2 febbraio - Glória Maria, giornalista e conduttrice televisiva brasiliana (n. 1949)
- 2 febbraio - Jean-Pierre Jabouille, pilota automobilistico francese (n. 1942)
- 2 febbraio - Lanny Poffo, wrestler e scrittore statunitense (n. 1954)
- 2 febbraio - René Schérer, filosofo francese (n. 1922)
- 2 febbraio - Carla Vangelista, scrittrice, sceneggiatrice e traduttrice italiana (n. 1954)
- 2 febbraio - James C. Wofford, cavaliere statunitense (n. 1944)
- 2 febbraio - Ioannis Zizioulas, vescovo ortodosso e teologo greco (n. 1931)
- 3 febbraio - Luciano Armani, ciclista su strada italiano (n. 1940)
- 3 febbraio - Giuseppina Bersani, schermitrice italiana (n. 1949)
- 3 febbraio - Oswald Gomis, arcivescovo cattolico singalese (n. 1932)
- 3 febbraio - Paco Rabanne, stilista e designer spagnolo (n. 1934)
- 3 febbraio - Sergio Solli, attore italiano (n. 1944)
- 3 febbraio - Dante Stefani, politico e partigiano italiano (n. 1927)
- 3 febbraio - Shevah Weiss, politico, politologo e diplomatico polacco (n. 1935)
- 4 febbraio - Elettra Deiana, politica e attivista italiana (n. 1941)
- 4 febbraio - José del Castillo, calciatore peruviano (n. 1943)
- 4 febbraio - Sherif Ismail, politico e ingegnere egiziano (n. 1955)
- 4 febbraio - Marv Kellum, giocatore di football americano statunitense (n. 1952)
- 4 febbraio - Abraham Lempel, informatico israeliano (n. 1936)
- 4 febbraio - Francesco Marrassini, dirigente sportivo italiano (n. 1937)
- 4 febbraio - Tina Nicoletta, cantautrice, musicista e scrittrice italiana (n. 1961)
- 4 febbraio - Roberto Ongpin, imprenditore e politico filippino (n. 1937)
- 4 febbraio - Marirosa Toscani Ballo, fotografa italiana (n. 1931)
- 5 febbraio - Hilary Alexander, giornalista neozelandese (n. 1946)
- 5 febbraio - Chris Browne, fumettista statunitense (n. 1952)
- 5 febbraio - Demetrius Calip, cestista statunitense (n. 1969)
- 5 febbraio - Luciano Giacotto, giornalista, produttore discografico e paroliere italiano (n. 1938)
- 5 febbraio - Geoff Heskett, cestista australiano (n. 1929)
- 5 febbraio - Pervez Musharraf, politico e generale pakistano (n. 1943)
- 5 febbraio - May Sayegh, poetessa, scrittrice e attivista palestinese (n. 1940)
- 6 febbraio - Peter Allen, calciatore inglese (n. 1946)
- 6 febbraio - Greta Andersen, nuotatrice danese (n. 1927)
- 6 febbraio - Christian Atsu, calciatore ghanese (n. 1992)
- 6 febbraio - Renato Del Ponte, storico italiano (n. 1944)
- 6 febbraio - Emory Kristof, fotografo statunitense (n. 1942)
- 6 febbraio - Cemal Kütahya, pallamanista turco (n. 1990)
- 6 febbraio - Eugene Lee, scenografo statunitense (n. 1939)
- 6 febbraio - Nicolò Mineo, critico letterario, filologo e politico italiano (n. 1934)
- 6 febbraio - John Moeti, calciatore sudafricano (n. 1967)
- 6 febbraio - Alex Napier, batterista, polistrumentista e compositore britannico (n. 1947)
- 6 febbraio - Květa Pacovská, illustratrice e scrittrice ceca (n. 1928)
- 6 febbraio - Mario Puddu, politico italiano (n. 1926)
- 6 febbraio - Tita Sajous, cestista francese (n. 1930)
- 6 febbraio - Massimo Sgorbani, drammaturgo e scrittore italiano (n. 1963)
- 6 febbraio - Lubomír Štrougal, politico cecoslovacco (n. 1924)
- 6 febbraio - Billy Thomson, calciatore e allenatore di calcio scozzese (n. 1958)
- 6 febbraio - Joe Violanti, comico, conduttore radiofonico e autore televisivo italiano (n. 1960)
- 7 febbraio - František Cipro, calciatore e allenatore di calcio cecoslovacco (n. 1947)
- 7 febbraio - Daniel Defert, filosofo, sociologo e attivista francese (n. 1937)
- 7 febbraio - Almut Eggert, attrice e doppiatrice tedesca (n. 1937)
- 7 febbraio - Friedel Lutz, calciatore tedesco (n. 1939)
- 7 febbraio - Mario Pesce, calciatore italiano (n. 1942)
- 7 febbraio - Oleksandr Radčenko, calciatore ucraino (n. 1976)
- 7 febbraio - Alfredo Rizzo, mezzofondista e siepista italiano (n. 1933)
- 7 febbraio - Anthony C. Thiselton, presbitero e teologo britannico (n. 1937)
- 7 febbraio - Luc Winants, scacchista belga (n. 1963)
- 7 febbraio - Pio d'Emilia, giornalista italiano (n. 1954)
- 8 febbraio - Burt Bacharach, pianista, compositore e arrangiatore statunitense (n. 1928)
- 8 febbraio - Miroslav Blažević, calciatore e allenatore di calcio croato (n. 1935)
- 8 febbraio - Paolo Citraro, pittore, scultore e decoratore italiano (n. 1928)
- 8 febbraio - Fritz Enskat, tuffatore tedesco (n. 1939)
- 8 febbraio - Elena Fanchini, sciatrice alpina italiana (n. 1985)
- 8 febbraio - Volkan Kahraman, calciatore austriaco (n. 1979)
- 8 febbraio - Cody Longo, attore e cantante statunitense (n. 1988)
- 8 febbraio - Vladimir Morozov, canoista sovietico (n. 1940)
- 8 febbraio - Ivan Stepanovič Silaev, politico russo (n. 1930)
- 9 febbraio - Marcos Alonso Peña, calciatore e allenatore di calcio spagnolo (n. 1959)
- 9 febbraio - József Csabai, allenatore di calcio e calciatore ungherese (n. 1932)
- 9 febbraio - Jean-Maurice Dehousse, politico belga (n. 1936)
- 9 febbraio - Maria Gabriella di Lussemburgo, principessa lussemburghese (n. 1925)
- 9 febbraio - Piero Montanari, bassista e compositore italiano (n. 1946)
- 9 febbraio - Luigi Zonghi, schermidore italiano (n. 1959)
- 10 febbraio - Marcel Adamczyk, calciatore francese (n. 1935)
- 10 febbraio - Giovanni Bettini, politico e architetto italiano (n. 1938)
- 10 febbraio - Len Birman, attore canadese (n. 1932)
- 10 febbraio - AKA, rapper e cantante sudafricano (n. 1988)
- 10 febbraio - Hugh Hudson, regista britannico (n. 1936)
- 10 febbraio - Carlos Saura, regista spagnolo (n. 1932)
- 10 febbraio - Sergej Tereščenko, politico kazako (n. 1951)
- 11 febbraio - Deniz Baykal, politico e avvocato turco (n. 1938)
- 11 febbraio - Tito Fernández, cantautore cileno (n. 1942)
- 11 febbraio - Lee James, sollevatore statunitense (n. 1953)
- 11 febbraio - Hans Modrow, politico tedesco (n. 1928)
- 11 febbraio - Donald Spoto, scrittore, biografo e teologo statunitense (n. 1941)
- 12 febbraio - Vadim Jusupovič Abdrašitov, regista russo (n. 1945)
- 12 febbraio - Yousef Al-Salem, calciatore saudita (n. 1985)
- 12 febbraio - Roger Bobo, suonatore di tuba e direttore d'orchestra statunitense (n. 1938)
- 12 febbraio - Francesco Brusco, poeta italiano (n. 1939)
- 12 febbraio - Amazonino Mendes, politico brasiliano (n. 1939)
- 12 febbraio - Umberto Provasi, calciatore e allenatore di calcio italiano (n. 1938)
- 12 febbraio - Luciano Ratto, alpinista italiano (n. 1932)
- 12 febbraio - Alan Wurzburger, cantautore italiano (n. 1955)
- 13 febbraio - José María Gil-Robles, politico spagnolo (n. 1935)
- 13 febbraio - Alain Goraguer, compositore, arrangiatore e pianista francese (n. 1931)
- 13 febbraio - Sandro Lopez Nunes, scrittore, drammaturgo e saggista italiano (n. 1937)
- 13 febbraio - Leiji Matsumoto, fumettista e animatore giapponese (n. 1938)
- 13 febbraio - Kéné Ndoye, lunghista e triplista senegalese (n. 1978)
- 13 febbraio - Vladimir Pavlenko, schermidore sovietico (n. 1953)
- 13 febbraio - David Singmaster, matematico statunitense (n. 1939)
- 13 febbraio - Oliver Wood, direttore della fotografia britannico (n. 1942)
- 14 febbraio - Jerry Jarrett, imprenditore e wrestler statunitense (n. 1942)
- 14 febbraio - Hrvoje Kačić, pallanuotista jugoslavo (n. 1932)
- 14 febbraio - Wim Kras, calciatore olandese (n. 1944)
- 14 febbraio - Giampiero Neri, poeta italiano (n. 1927)
- 15 febbraio - Tim Aymar, cantante e musicista statunitense (n. 1963)
- 15 febbraio - Paul Berg, biochimico statunitense (n. 1926)
- 15 febbraio - Shōzō Iizuka, doppiatore giapponese (n. 1933)
- 15 febbraio - Leone Manti, politico italiano (n. 1944)
- 15 febbraio - Dario Penne, attore, doppiatore e direttore del doppiaggio italiano (n. 1938)
- 15 febbraio - Raquel Welch, attrice e modella statunitense (n. 1940)
- 16 febbraio - Tulsidas Balaram, calciatore indiano (n. 1936)
- 16 febbraio - Michel Deville, regista francese (n. 1931)
- 16 febbraio - Simone Edwards, cestista e allenatrice di pallacanestro giamaicana (n. 1973)
- 16 febbraio - Charles Knode, costumista britannico (n. 1942)
- 16 febbraio - Tim Lobinger, astista tedesco (n. 1972)
- 16 febbraio - Tony Marshall, cantante e showman tedesco (n. 1938)
- 16 febbraio - Alberto Radius, chitarrista, cantante e produttore discografico italiano (n. 1942)
- 16 febbraio - Giorgio Ruffolo, politico, economista e dirigente d'azienda italiano (n. 1926)
- 16 febbraio - Mario Zurlini, allenatore di calcio e calciatore italiano (n. 1942)
- 17 febbraio - Don Blackburn, hockeista su ghiaccio e allenatore di hockey su ghiaccio canadese (n. 1938)
- 17 febbraio - Rebecca Blank, politica e economista statunitense (n. 1955)
- 17 febbraio - Carla Colombo, montatrice italiana (n. 1931)
- 17 febbraio - Umberto Cuttica, dirigente d'azienda italiano (n. 1928)
- 17 febbraio - Michaël Denard, ballerino e attore francese (n. 1944)
- 17 febbraio - Moses Elisaf, politico e medico greco (n. 1954)
- 17 febbraio - Maurizio Scaparro, regista, critico teatrale e politico italiano (n. 1932)
- 17 febbraio - Stella Stevens, attrice statunitense (n. 1938)
- 18 febbraio - Barbara Bosson, attrice statunitense (n. 1939)
- 18 febbraio - Ilario Castagner, dirigente sportivo, allenatore di calcio e calciatore italiano (n. 1940)
- 18 febbraio - Adelchi-Riccardo Mantovani, pittore italiano (n. 1942)
- 18 febbraio - George Trumbull Miller, regista britannico (n. 1943)
- 18 febbraio - David Gerard O'Connell, vescovo cattolico irlandese (n. 1953)
- 18 febbraio - Ahmet Suat Özyazıcı, allenatore di calcio e calciatore turco (n. 1936)
- 18 febbraio - Petăr Žekov, calciatore bulgaro (n. 1944)
- 19 febbraio - Richard Belzer, attore e comico statunitense (n. 1944)
- 19 febbraio - Lanfranco Cesari, giornalista e scrittore italiano (n. 1933)
- 19 febbraio - Greg Foster, ostacolista statunitense (n. 1958)
- 19 febbraio - Caio Gracco, artista italiano (n. 1940)
- 19 febbraio - Red McCombs, imprenditore statunitense (n. 1927)
- 19 febbraio - Jansen Panettiere, attore statunitense (n. 1994)
- 20 febbraio - Alberto Brasca, politico e dirigente sportivo italiano (n. 1943)
- 20 febbraio - Miklós Lendvai, calciatore e allenatore di calcio ungherese (n. 1975)
- 21 febbraio - Amancio, calciatore, allenatore di calcio e dirigente sportivo spagnolo (n. 1939)
- 21 febbraio - Vittorio Bestoso, doppiatore e direttore del doppiaggio italiano (n. 1953)
- 21 febbraio - Simone Segouin, partigiana francese (n. 1925)
- 21 febbraio - Nadja Tiller, attrice austriaca (n. 1929)
- 22 febbraio - Safi Faye, regista, attrice e etnologa senegalese (n. 1943)
- 22 febbraio - Germano Mathias, cantante, compositore e attore brasiliano (n. 1934)
- 22 febbraio - Ahmed Qurei, politico palestinese (n. 1937)
- 23 febbraio - Slim Borgudd, pilota automobilistico e musicista svedese (n. 1946)
- 23 febbraio - François Couchepin, politico svizzero (n. 1935)
- 23 febbraio - Tony Earl, politico e avvocato statunitense (n. 1936)
- 23 febbraio - Adam Lisewski, schermidore polacco (n. 1944)
- 23 febbraio - Grazia Migneco, attrice e doppiatrice italiana (n. 1929)
- 23 febbraio - John Motson, giornalista, telecronista sportivo e opinionista britannico (n. 1945)
- 23 febbraio - Giuseppe Nirta, mafioso italiano (n. 1940)
- 23 febbraio - John Olver, politico statunitense (n. 1936)
- 24 febbraio - James Abourezk, politico e avvocato statunitense (n. 1931)
- 24 febbraio - Vic Anciaux, politico e medico belga (n. 1931)
- 24 febbraio - Maurizio Costanzo, giornalista, conduttore televisivo e conduttore radiofonico italiano (n. 1938)
- 24 febbraio - Ed Fury, attore e culturista statunitense (n. 1928)
- 24 febbraio - Luciana Giuntoli Gentilini, farmacista italiana (n. 1929)
- 24 febbraio - Felipe González González, politico messicano (n. 1947)
- 24 febbraio - Juraj Jakubisko, regista e sceneggiatore slovacco (n. 1938)
- 24 febbraio - Walter Mirisch, produttore cinematografico statunitense (n. 1921)
- 24 febbraio - Edith Roger, regista teatrale, ballerina e coreografa norvegese (n. 1922)
- 24 febbraio - Tom Tierney, rugbista a 15 e allenatore di rugby a 15 irlandese (n. 1976)
- 25 febbraio - Victor Babiuc, giurista e politico rumeno (n. 1938)
- 25 febbraio - François Hadji-Lazaro, cantautore, polistrumentista e attore francese (n. 1956)
- 25 febbraio - Fred Miller, giocatore di football americano statunitense (n. 1940)
- 25 febbraio - Edith Peinemann, violinista e insegnante tedesca (n. 1937)
- 25 febbraio - Gordon Pinsent, attore, doppiatore e cantante canadese (n. 1930)
- 26 febbraio - Torpekai Amarkhel, giornalista e attivista afghana (n. 1981)
- 26 febbraio - Betty Boothroyd, politica britannica (n. 1929)
- 26 febbraio - Alberto Mario González, calciatore argentino (n. 1941)
- 26 febbraio - Terry Holland, cestista, allenatore di pallacanestro e dirigente sportivo statunitense (n. 1942)
- 26 febbraio - Curzio Maltese, giornalista, scrittore e politico italiano (n. 1959)
- 26 febbraio - Francisco Osorto, calciatore salvadoregno (n. 1957)
- 26 febbraio - Gleb Pavlovskij, politologo, giornalista e attivista russo (n. 1951)
- 26 febbraio - Shahida Raza, calciatrice e hockeista su prato pakistana (n. 1993)
- 26 febbraio - Bob Richards, astista e politico statunitense (n. 1926)
- 27 febbraio - Gérard Latortue, politico, diplomatico e funzionario haitiano (n. 1934)
- 27 febbraio - Grant Turner, calciatore neozelandese (n. 1958)
- 28 febbraio - Adriana Ambesi, attrice italiana (n. 1940)
- 28 febbraio - Yvonne Constant, attrice, cantante e ballerina francese (n. 1930)
- 28 febbraio - Pelayo Novo García, calciatore spagnolo (n. 1990)